# Hallein (stad)
Hallein is een gemeente in de Oostenrijkse deelstaat Salzburger Land, en maakt deel uit van het district Hallein. Hallein telt 19.013 inwoners.

## Bekende inwoners

### Geboren
- Judith Wiesner (1966), tennisster
- Anna Veith (1989), alpineskiester

### Woonachtig
- Karl Moik (1938-2015), entertainer en presentator

Abtenau ·
Adnet ·
Annaberg-Lungötz ·
Bad Vigaun ·
Golling ·
Hallein ·
Krispl ·
Kuchl ·
Oberalm ·
Puch ·
Rußbach ·
St. Koloman ·
Scheffau
- Bibliothèque nationale de France: cb12100713w (data)
- Gemeinsame Normdatei: 4023029-6
- Library of Congress Control Number: n91128219
- MusicBrainz: 19945f65-56a4-4598-83e2-743287389c37
- Nationale Bibliotheek van Tsjechië: ge290580
- Nationale Bibliotheek van Israël: 987007567628905171
- Système universitaire de documentation: 029364744
- Virtual International Authority File: 147887528
- WorldCat: E39PBJvt8qjRfDxfHK6MjKJxDq